# クラズミウマ
クラズミウマ (Tachycines asynamorus）は、バッタ目カマドウマ科の昆虫。

## 特徴
体長15-17mm、日本では本州、四国、九州に分布。体表に黒斑がある。マダラカマドウマに似るが、より小さい。人家の周辺に住む。
国外にはアジアに分布する。アジア原産だが、ヨーロッパの温室でよく見つかってきたという歴史がある。そのため、英語では greenhouse camel cricket や greenhouse stone cricketと呼ばれる。